# 33834 Hannahkaplan
33834 Hannahkaplan è un asteroide della fascia principale. Scoperto nel 2000, presenta un'orbita caratterizzata da un semiasse maggiore pari a 2,6908835 au e da un'eccentricità di 0,1849104, inclinata di 11,67379° rispetto all'eclittica.